# Andrey Barbashinsky
Andrey Stanislavovich Barbashinsky (em russo:  Андрей Станиславович Барбашинский; Hrodna, 4 de maio de 1970) é um ex-handebolista bielorrusso, campeão olímpico.
Andrey Barbashinsky ele jogou sete jogos e marcou 19 gols na campanha olímpica.